# Camada de abstração de hardware
A camada de abstracção de hardware (CAH) é a camada entre o hardware físico de um computador e o software que corre nesse computador. A sua função é ocultar diferenças em hardware e, consequentemente, disponibilizar uma plataforma consistente para correr aplicações.
O melhor exemplo de uma CAH pode ser encontrado na arquitectura AS/400. A implementação do LIC ou Licensed Internal Code foi tão bem sucedida que software escrito no seu predecessor, o S/38, corria sem modificações num AS/400. O hardware subjacente mudou drasticamente; já foram usados pelo menos 3 tipos diferentes de processador.
Os sistemas operativos baseados em BSD, Linux e o Windows NT possuem uma CAH. Estes sistemas operativos possuem subsistemas diferentes para funções específicas, tais como som e gráficos.
Nos sistemas operacionais baseados em Windows NT, o arquivo chamado hal.dll é que contém essas instruções.
Os sistemas operativos que possuem uma CAH definida são suportados facilmente em hardware diferente; esta propriedade é especialmente importante no caso de sistemas embutidos que correm em dúzias de microcontroladores.